# Кирин, Ивица
 Ивица Кирин  (хорв. Ivica Kirin; 14 июня 1970, Вировитица, СР Хорватия) — хорватский политик, нынешний мэр Вировитицы, бывший министр внутренних дел в девятом хорватском правительстве.

## Биография
1994 году окончил факультет геотехнического строительства в Вараждине. В 1997 году вступил в ХДС. Был председателем молодёжного крыла ХДС. На должность мэра Вировитицы вступил после досрочных выборов, состоявшихся в марте 2003 года, став самым молодым мэром Хорватии. На посту мэра Вировитицы находился два срока (хотя ни разу не провёл полный четырёхлетний срок). 12 июля 2005 года занял должность министра внутренних дел после того, как его предшественник Марьян Mлинарич подал на увольнение по состоянию здоровья. Таким образом Кирин стал самым молодым министром в правительстве премьер-министра Санадера.
29 декабря 2007 года из-за скандала с охотой на кабанов подал в отставку с должности министра. Дело в том, что Кирин был на охоте вместе с генералом Младеном Маркачем, Анте Готовиной и Иваном Чермаком (последнего впоследствии оправдали) в военных преступлениях. Младен Маркач находился под домашним арестом, будучи выпущенным из тюрьмы МТБЮ на поруки, и условием этого условно-досрочному освобождению был запрет покидать своё место жительства, а Кирин как министр внутренних дел отвечал за обеспечение выполнения Маркачем условий его условно-досрочного освобождения. 2 января 2008 года премьер-министр принял его отставку.
14 мая 2008 года Кирин снова стал мэром Вировитицы, переизбран на выборах 2009 года.
Женат, отец двоих детей.